# Antonio de los Reyes Correa
Antonio de los Reyes Correa (Arecibo, c.1665 - 9 de juny de 1758), més conegut com a Capità Correa, fou un militar espanyol d'origen porto-riqueny que va defensar la ciutat d'Arecibo d'una invasió britànica el 1702.
Correa va néixer a Arecibo, Puerto Rico, fill de Joseph Rodriguez y Correa i Francisca Rodriguez de Valdés. Va estar al càrrec d'una petita milícia que tenia la missió de protegir la ciutat d'Arecibo de qualsevol atac per part de pirates o forces estrangeres. La seva fama va venir arran de la defensa de la ciutat d'un possible atac i invasió del Regne Unit el 5 d'agost de 1702. Per aquesta defensa de la ciutat d'Arecibo, Correa va ser declarat heroi nacional.

Escut d'Arecibo amb corretja d'or amb sivella, en record del cognom del Capità Correa, i les paraules "Molt lleial"

Li va ser atorgada "La Medalla d'Or de la Reial Efigie", per part de Felip V d'Espanya i se li va donar el títol de "Capità d'Infanteria" de la Infanteria de Marina espanyola el 23 de setembre de 1703. Correa va ser alcalde provisional d'Arecibo de 1700 a 1701 i després alcalde oficial de 1701 a 1705, de 1710 a 1714 i de 1716 a 1744.
Antonio de los Reyes Correa es va casar amb Estephania Rodríguez de Matos y Colón i va morir el 9 de juny de 1758. Arecibo és coneguda com la "Vila del Capitan Correa", un honor conferit per les persones de la ciutat. L'escut d'Arecibo, concedit per la Cort Reial d'Espanya el 1802, 100 anys després de la defensa d'Arecibo per Correa, inclou una corretja d'or amb sivella, en record del cognom del Capità Correa, i les paraules "Molt lleial", en referència a ell i a Arecibo.
El 8 de gener de 2004, el Govern de Puerto Rico va aprovar una llei pública establint el 5 d'agost com el dia d'Antonio de los Reyes Correa.